# USS Neosho (AO-23)
Pour les autres navires du même nom, voir USS Neosho.
Le pétrolier USS Neosho (AO-23) doit son nom à la rivière Neosho aux États-Unis. Il est le deuxième à porter ce nom après une canonnière qui opérait sur le Mississippi pendant la guerre de Sécession.

## Sa mission
Le Neosho permettait de ravitailler les navires de guerre au cours de manœuvres en mer à pleine vitesse ou de transférer du carburant entre les dépôts.
Pendant la Seconde Guerre mondiale, les pétroliers étaient des navires importants pour les flottes vu leurs nombres assez faibles.

## Pearl Harbor

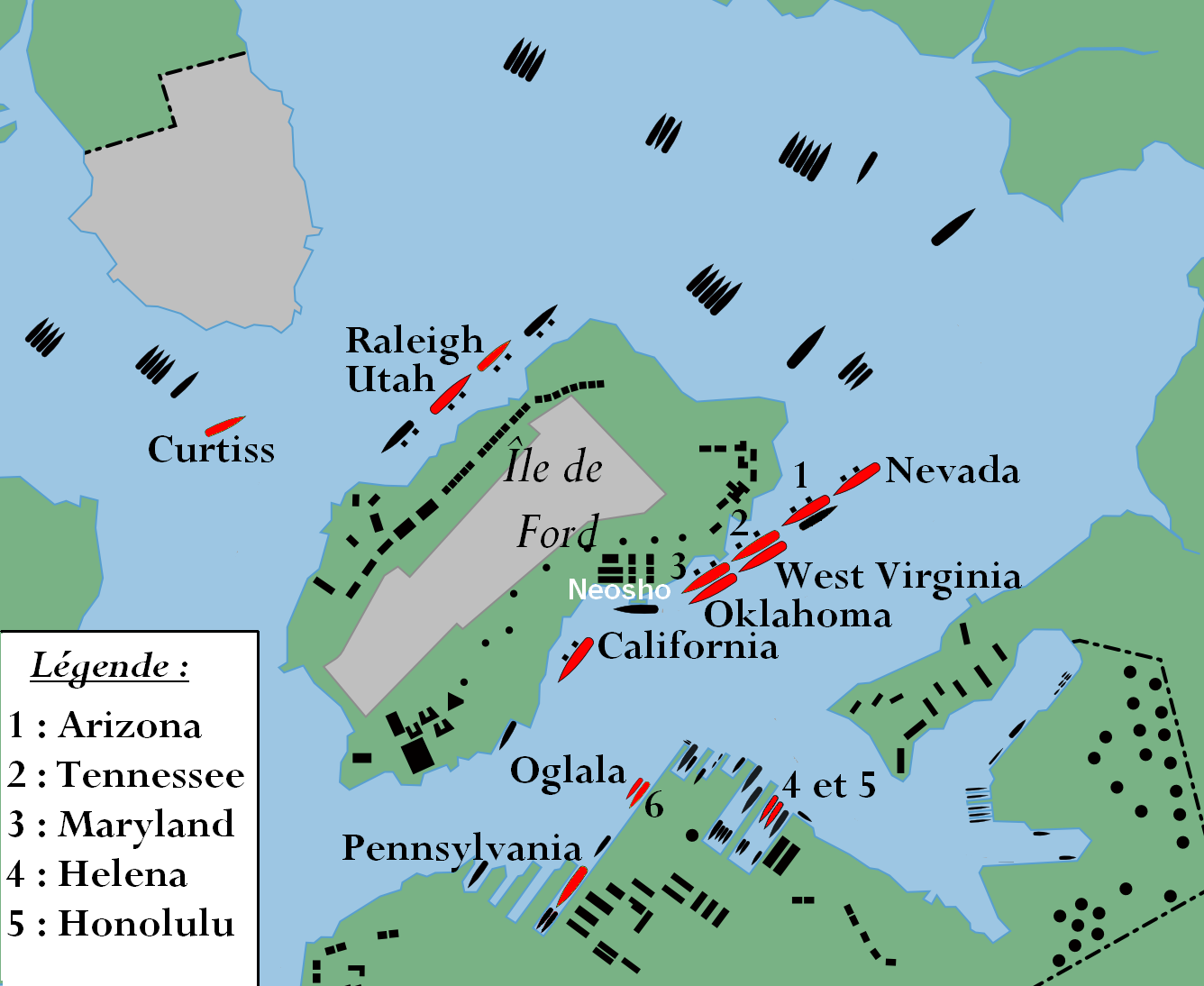
L'emplacement du Neosho le jour du 7 décembre 1941.

Le 6 décembre 1941, le Neosho fait le plein de carburant et est stationné à Pearl Harbor. Lors de l'attaque du 7 décembre 1941, le Neosho est le seul navire de l'allée des cuirassés à ne pas être endommagé. Il a pu mettre en route ses machines pour se mettre à l'abri des bombes et des torpilles. S'il avait été touché alors qu'il était à pleine charge, les dégâts auraient pu être très importants dans la rade. Il est crédité d'un avion japonais abattu.

## Labataille de la mer de Corail

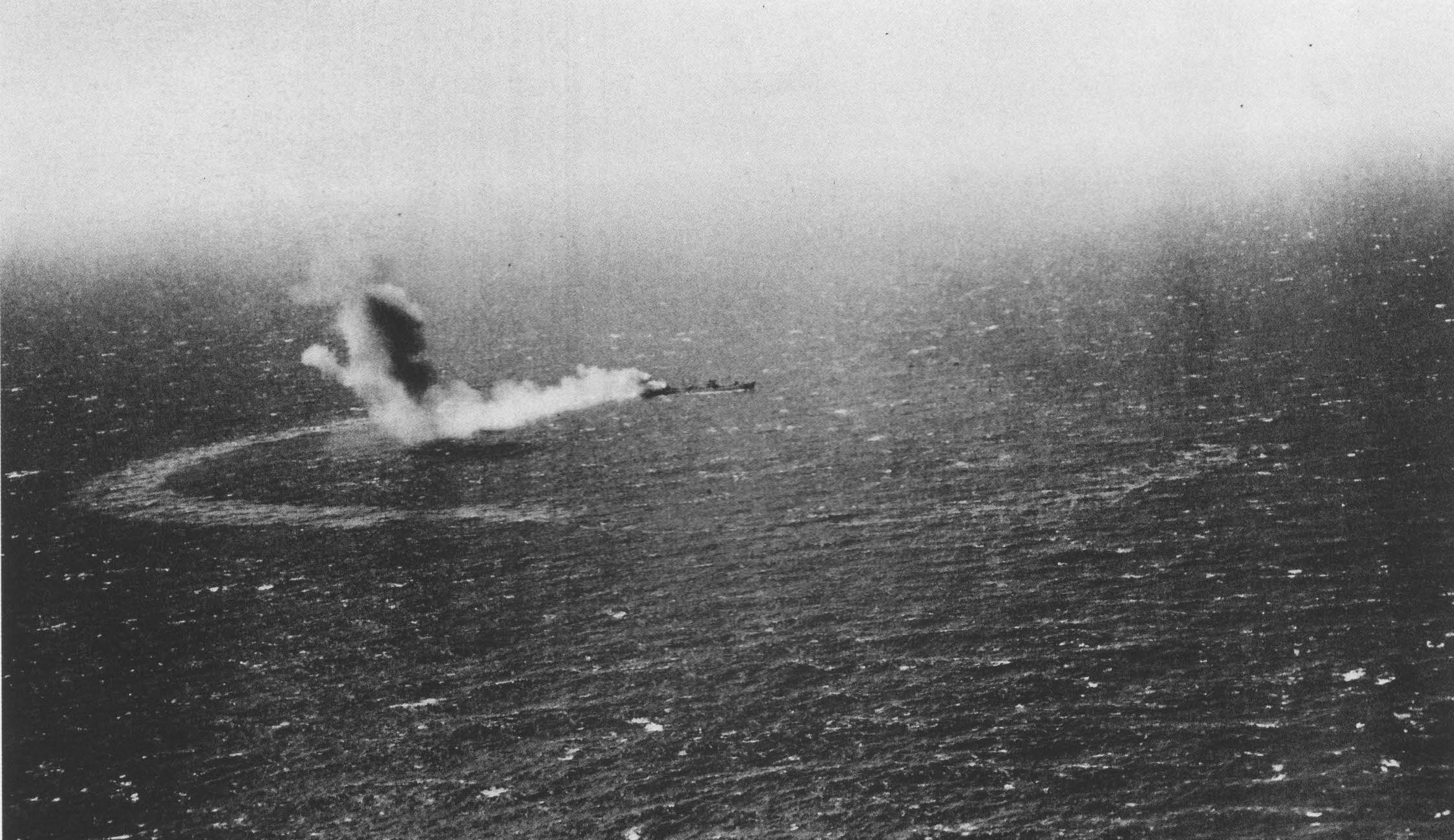
L'USS Neosho en train de brûler, le 7 mai 1942.

Six mois plus tard, le Neosho a ravitaillé les porte-avions USS Lexington et USS Yorktown juste avant la bataille.
Une fois le ravitaillement terminé, le Neosho et son destroyer d'escorte USS Sims se replient. Ils sont détectés le 7 mai 1942 par les appareils japonais. Les Japonais pensent avoir trouvé un porte-avions.
Ils sont attaqués par 67 avions japonais. L'USS Sims est coulé entraînant 237 personnes dans la mort. Les 15 survivants se dirigent vers le Neosho qui est touché par 7 bombes et un avion japonais. Le Neosho est en flammes et immobile. Il reste 114 hommes vivants sur le Neosho plus les 15 de l'USS Sims.
Le 11 mai, les hommes sont recueillis par le destroyer USS Henley.
Le pétrolier ne pouvant plus être récupéré, il est coulé à l'aide de deux torpilles et plus de 100 obus par l'USS Henley.
Cinq jours plus tard, un autre destroyer USS Helm retrouve 4 survivants sur les 68 qui avaient sauté à l'eau lors de l'attaque.
L'un des membres d'équipage qui a péri en sauvant d'autres membres d'équipage, Oscar V. Peterson, a reçu à titre posthume la Médaille d'honneur et, en juin 2025, a été annoncé comme l'homonyme du navire pétrolier USNS Oscar V. Peterson (T-AO-206),.